# Evangelische Kirche Leideneck

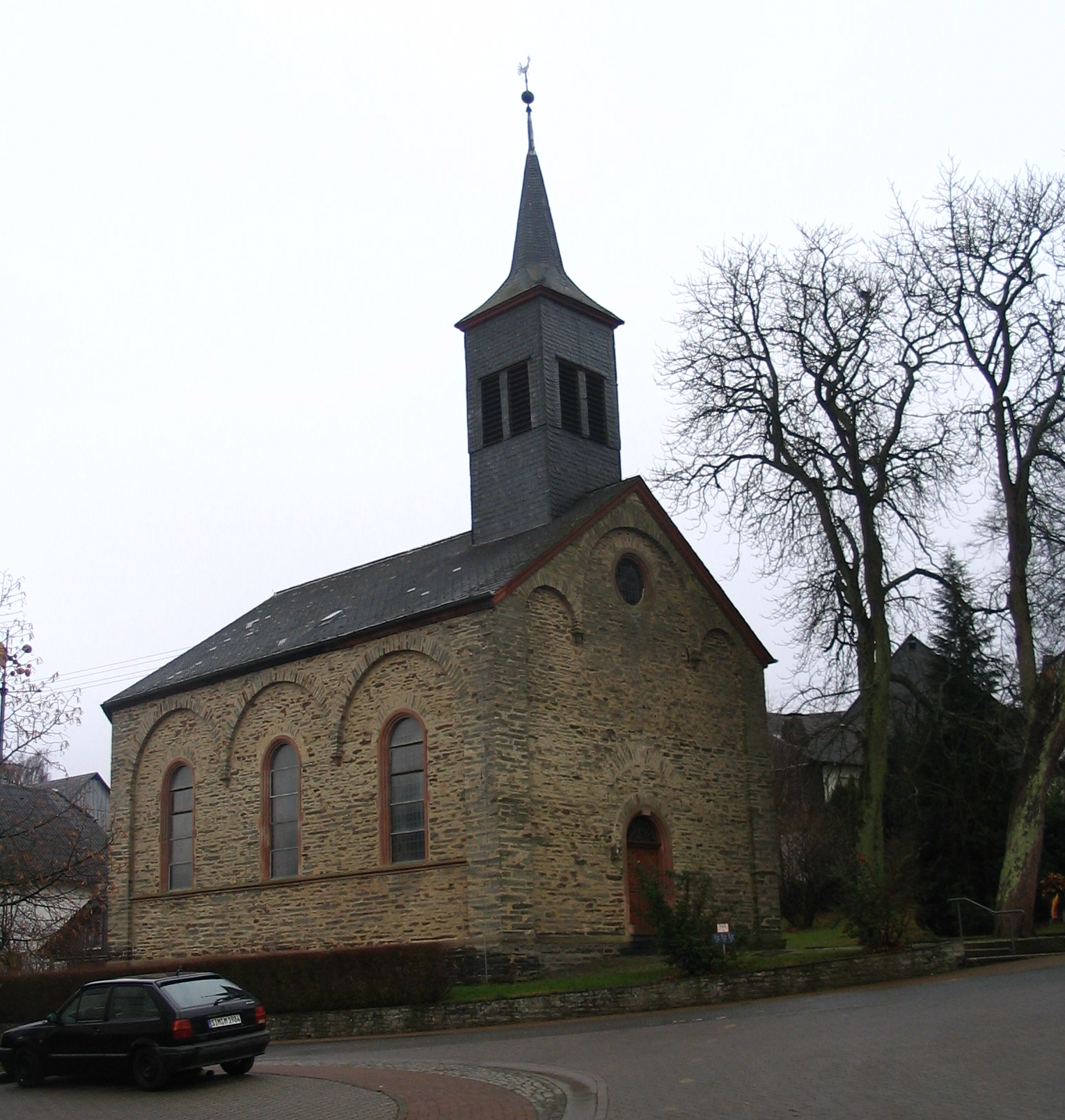
Evangelische Kirche in Leideneck

Die Evangelische Kirche in Leideneck im Hunsrück wurde 1850/51 für die etwa 250 Gemeindeglieder als Saalkirche gebaut. Die Kirchengemeinde Bell-Leideneck-Uhler gehört zum Kirchenkreis Simmern-Trarbach.
Die Kirche ist im Denkmalverzeichnis des Rhein-Hunsrück-Kreises als einziges Gebäude von Leideneck als Kulturdenkmal eingetragen.

## Gemeindegeschichte
Leideneck gehörte seit alter Zeit zu Bell, zu dem auch Kastellaun, die spätere Residenzstadt der Grafschaft Sponheim gehörte. 1557 wurde im Herzogtum Pfalz-Simmern von dem späteren Kurfürsten Friedrich die Reformation eingeführt. 1561 wechselte er zum reformierten Bekenntnis, dennoch blieben die damals zur Hinteren Grafschaft Sponheim gehörenden Ländereien um Kastellaun beim lutherischen Bekenntnis, so auch Bell.
Da den Leideneckern der etwa einstündige Weg nach Bell zu weit war, planten sie den Bau einer eigenen Kirche und die Gründung einer eigenen Gemeinde, die durch die pfarramtliche Verbindung mit dem benachbarten, aber reformierten, Kappel von den zuständigen kirchlichen und weltlichen Behörden 1855 endgültig genehmigt wurde. Zuvor war ein provisorisches Presbyterium gegründet worden, das die zu gründende Gemeinde vertrat. Diese Verbindung hielt bis 1977. Da die kleinen Dorfgemeinden ab etwa den 1960er Jahren finanziell überfordert waren, kam es vielerorts zu Zusammenschlüssen oder Zuordnungen. So wurde auch Kappel 1977 pfarramtlich mit Kirchberg verbunden und die eigene Pfarrstelle 1978 aufgehoben. Leideneck kam wieder zu Bell, blieb aber selbständig. Am 1. November 2009 kam zum Verbund auch noch Uhler hinzu. Seit dem 1. Januar 2016 besteht die neue Kirchengemeinde Bell-Leideneck-Uhler aus den bisher selbstständigen Kirchengemeinden Bell, Leideneck und Uhler, die schon seit 2009 pfarramtlich verbunden waren.

## Baugeschichte
Zum Baubeginn wohnten im Ort vier katholische Familien, die ebenfalls eine Kapelle forderten, aber im Gemeinderat wegen ihrer geringen Zahl nicht zum Zuge kamen. Der Bauplatz in der Ortsmitte wurde für 600 Taler erworben. Zu den Bauleistungen zählten Handarbeit der Gemeindeglieder und der Einschlag von 300 Eichenstämmen mit Genehmigung der preußischen Behörden, denen man von einer angeblichen Wipfeldürre berichtete. In der feldarbeitsärmeren Zeit ab Herbst 1849 bis zum Frühjahr 1850 wurden in den umliegenden Steinbrüchen Schiefersteine gebrochen und vorbereitet. Zudem trug man an der Hangseite den Boden um etwa 1 m ab. Am 31. Mai 1850 legte Maurermeister Keim aus Simmern den Grundstein. Im Februar 1851 begann der Innenausbau. Die Schreinerarbeiten führte der Leidenecker Schreinermeister Nikolaus Conrad aus. Die Einweihung erfolgte am 17. März 1852. Die Gesamtkosten beliefen sich auf rund 5000 Taler.
Die Kirche wurde 1952 und 1966/67 grundlegend renoviert, wobei der Chor mit Kanzel neu gestaltet wurden. Die Chorfenster wurden nach Entwürfen des Trierer Glaskünstlers Manfred Freitag von der Trierer Werkstatt Binder gestaltet, auch die Seitenfenster erhielten Buntverglasung.

## Baubeschreibung
Die dreijochige Kirche ist aus verfugtem Bruchsteinmauerwerk gebaut. Der Sockel ist aus Werksteinen. Die rundbogigen Fenster und ihre durchlaufenden Sohlbankgesimse sind aus rotem Sandstein. Über den Fenstern schließen drei Rundbögen die Seitenwände ab, die an den Ecken in Lisenen auslaufen. Auch die Giebelseiten sind durch drei Rundbögen gegliedert. Der mittlere größere Bogen schließt ein Rundfenster des Dachgeschosses ein. Der durch zwei Stufen erhöhte Chor in gleicher Breite wie die Kirche hat drei Fenster, an jeder Wand eins. Die Tür am Westgiebel hat eine Umrahmung aus gelbem Sandstein. Die Kirche wird mit einem quadratischen Dachreiter mit Glockenstube und einem aus einem flachen Übergang sich entwickelnden spitzen achtseitigen Helm über dem letzten Joch gekrönt. Er hat eine Kugel und einen Wetterhahn als Spitze. Das Dach ist mit Schiefer gedeckt in Deutscher Deckung. Die gerade Decke mit Binder- und Querbalken erzeugt eine Kassettendecke. Die Empore quer über dem letzten Joch bietet Platz für Orgel und Chor. Die Kirche überdeckt eine Grundfläche von etwa 250 m² und bietet damit (mit Empore) etwa 200 Personen Platz.

## Glocken
Bereits zur Einweihung waren zwei bronzene Glocken angeschafft worden. Von der kleineren ist der Glockengießer bekannt: Carl Otto (und Sohn) aus Kastellaun, der 1828 die Mainzer Glockengießerei von Josef Zechbauer übernommen hatte und bis in die 1850er Jahre weiterführte. Nicht überliefert ist die Herkunft der größeren Glocke, die im Ersten Weltkrieg eingeschmolzen wurde, ebenso wenig ist die der 1923 als Ersatz beschafften Glocke bekannt, die im Zweiten Weltkrieg geopfert wurde. Anlässlich der 100-Jahr-Feier wurde 1952 aus Spenden eine Glocke vom Glockenfriedhof Hamburg besorgt, die aus Alt-Ristow in Pommern stammte und im 15. Jahrhundert gegossen worden war.

## Orgel
Die erste Orgel von 1862 stammte aus der Werkstatt von Fr. Weller in Wetzlar. Sie war dauernd reparaturanfällig und wurde 1885 durch ein Instrument aus der Werkstatt Oberlinger ersetzt. Es hat 10 Register und Pedal in einem dreiteiligen Prospekt, ist original erhalten und wurde nur 1960 mit einem Gebläse versehen.